# Актёр озвучивания

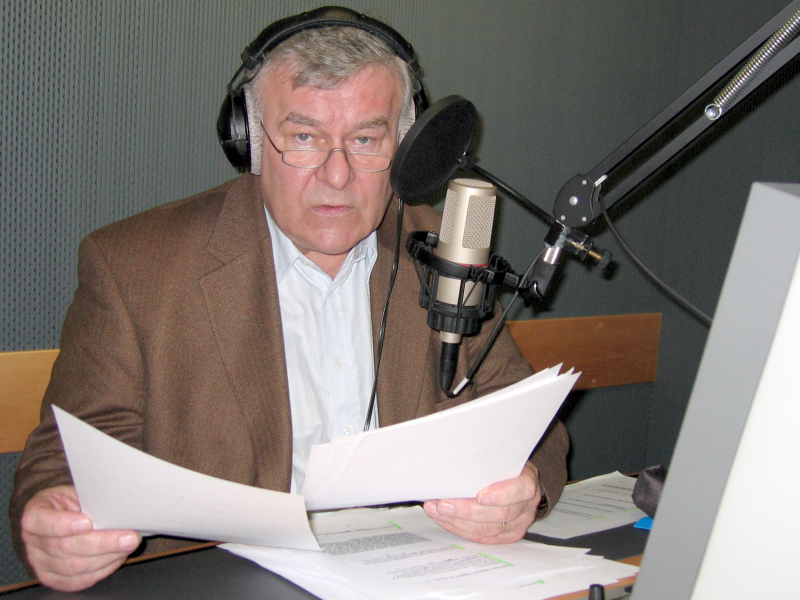
Актёр озвучивания на рабочем месте

Актёр озву́чивания — актёр или диктор, озвучивающий реплики в кино, мультфильмах и компьютерных играх. Актёры озвучивания привлекаются:
- к дубляжу или закадровому озвучиванию фильма на другом языке[1].
- к озвучиванию ролей, которые исполняются не живым актёром (радиопостановки, мультфильмы и компьютерные игры; роли, которые исполняет животное, компьютерный персонаж или робот; закадровый голос).
- к работе над проектами, в которых невозможно одновременно снимать кадры и записывать звук (например, из-за посторонних шумов или неудовлетворительной речи актёра).
- в случае, если к работе приглашён иностранный актёр, который говорит с иностранным акцентом.
- в случае, если актёр, исполняющий в фильме роль, не может озвучить её самостоятельно в силу определённых причин (дефект речи, проблемы с голосом и так далее)[2].
- при съёмке телепередач и документальных фильмов, по ходу которых требуется вносить комментарии.